# 尹笑言
尹笑言（1993年8月28日—），河南郑州人，中国女子空手道运动员，毕业于郑州大学体育学院。最初练习排球，后来到河南省跆拳道队练习跆拳道。2008年入选空手道国家队，启蒙教练管健民。
2021年在日本东京举办的2020年夏季奧林匹克運動會空手道比賽中，获得女子61公斤级项目银牌。

## 成绩
在西班牙马德里举行的2018年世界空手道锦标赛上，她在女子61公斤级比赛中获得银牌。
在印度尼西亚雅加达举行的2018年亚洲运动会上，她在女子61公斤级比赛中获得金牌。
在2017年到2019年，她在连续三年在亚洲空手道锦标赛61公斤级比赛中获得冠军。
在日本东京举行的2020年夏季奥林匹克运动会，获得女子61公斤级项目银牌，冠军为塞尔维亚的约瓦娜·普雷科维奇。